# Adam Riedl

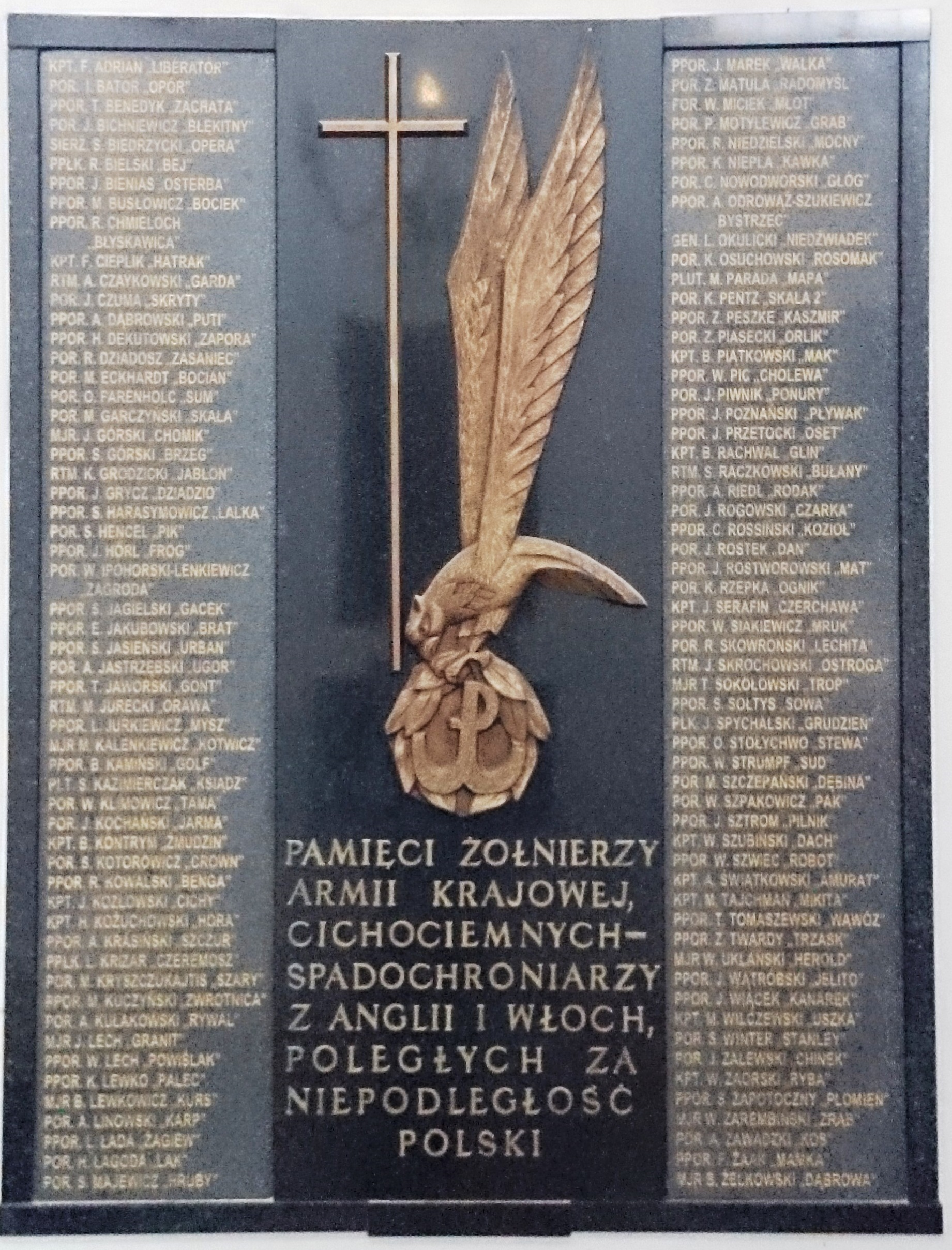
Tablica w kościele św. Jacka w Warszawie, upamiętniająca poległych cichociemnych, w tym Adama Riedla

Adam Paweł Riedl vel Adam Krawicz vel Jerzy Matliński pseud.: Rodak, Krata (ur. 13 grudnia 1916 we Lwowie, zm. prawd. w 1944 w obozie koncentracyjnym Groß-Rosen) – podporucznik piechoty Polskich Sił Zbrojnych i Armii Krajowej, cichociemny.

## Życiorys
Był synem Romana i Olgi z domu Hawryszkiewicz. W 1937, po ukończeniu średniej szkoły i zdaniu matury we Lwowie, zgłosił się do odbycia jednorocznej służby wojskowej. Ukończył Dywizyjny Kurs Podchorążych Rezerwy 11 DP przy 48 pułku piechoty w Stanisławowie. W 1938 rozpoczął studia na Akademii Handlu Zagranicznego we Lwowie. 
We wrześniu 1939 roku nie został zmobilizowany. 5 listopada przekroczył granicę polsko-rumuńską i 22 listopada dotarł do Francji, gdzie został skierowany do 3 kompanii 2 batalionu Samodzielnej Brygady Strzelców Podhalańskich. Walczył o Narwik, za co dostał Krzyż Walecznych. W czerwcu 1940 roku został ewakuowany do Wielkiej Brytanii, gdzie został przydzielony do 1 kompanii przeciwpancernej 1 batalionu strzelców podhalańskich 1 Brygady Strzelców.
Zgłosił się do służby w kraju. Po przeszkoleniu w zakresie dywersji został zaprzysiężony 31 stycznia 1943 roku w Oddziale VI Sztabu Naczelnego Wodza. Zrzutu dokonano w nocy z 13 na 14 marca 1943 roku w ramach akcji „Door” (zrzut na placówkę odbiorczą „Kra” położoną 9 km na północny zachód od Zwolenia). W kwietniu dostał przydział do Okręgu Kielce AK na stanowisko adiutanta komendanta albo szefa sztabu Okręgu. Został aresztowany w siedzibie komendy Okręgu w styczniu 1944 roku albo w Skarżysku 7–8 marca 1944 roku.
W kwietniu 1944 roku został wywieziony do obozu koncentracyjnego Groß-Rosen, w którym prawdopodobnie zginął.

## Ordery i odznaczenia
- Krzyż Srebrny Orderu Virtuti Militari – pośmiertnie, rozkazem dowódcy AK z 2 października 1944 roku nr 13656[3]
- Krzyż Walecznych – za udział w bitwie o Narwik.

## Upamiętnienie
W lewej nawie kościoła św. Jacka przy ul. Freta w Warszawie odsłonięto w 1980 roku tablicę Pamięci żołnierzy Armii Krajowej, cichociemnych – spadochroniarzy z Anglii i Włoch, poległych za niepodległość Polski. Wśród wymienionych 110 poległych cichociemnych jest Adam Riedl.